# Avery Bradley
Avery Antonio Bradley Jr. (Seattle, 26 de novembro de 1990) é um ex-basquetebolista profissional estadunidense. Atualmente trabalha como vice-presidente de desenvolvimento de jogadores do Utah Jazz da National Basketball Association (NBA).
Ele jogou basquete universitário na Universidade do Texas em Austin e foi selecionado pelo Boston Celtics com a 19° escolha geral no Draft da NBA de 2010. Além dos Celtics, Bradley jogou no Detroit Pistons, Los Angeles Clippers, Memphis Grizzlies da NBA, no Maine Red Claws da G-League e no Hapoel Jerusalém da Liga Israelita.

## Primeiros anos
Bradley nasceu em 26 de novembro de 1990, em Tacoma, Washington, filho de Alicia Jones-Bradley e Avery Bradley, Sr. Ele tem dois irmãos mais velhos. Sua mãe trabalhava em um escritório de assistência social, enquanto seu pai teve uma carreira militar de 22 anos. Depois que os dois se divorciaram em 2001, Bradley viveu com sua mãe, mas manteve um forte relacionamento com seu pai, cuja carreira o levou por todo o país.
Ele se tornou um fã do Texas Longhorns quando morou em Arlington, de 2001 a 2004. Ele e sua família deixaram o Texas para ir para Tacoma no verão de 2004, antes do início de seu oitavo ano. Bradley jogou no mesmo time da AAU que o futuro companheiro de equipe dos Celtics, Isaiah Thomas.

## Carreira no ensino médio
Bradley levou a Findlay College Prep a final do Campeonato Nacional das Escolas Secundárias contra a Oak Hill Academy, vencendo a competição por 56-53. Após liderar Findlay ao título, Bradley foi nomeado Jogador de Basquete Nacional do Ano pela Parade Magazine. Ele jogou contra os melhores jogadores do ensino médio do país no McDonald's All-American Game de 2009.
Antes de se transferir para a Findlay Prep, Bradley jogou três anos na Bellarmine Preparatory School em Tacoma, Washington; e ele, junto com o recruta da Universidade de Washington, Abdul Gaddy, liderou a Bellarmine Prep para as semifinais estaduais da classe 4A.
Bradley foi classificado entre os melhores jogadores de basquete do ensino médio na classe de 2009. A ESPNU 100 classificou-o como o melhor jogador em nível nacional e foi classificado como o 4° melhor pela Rivals.com e o 5° melhor pelo Scout.com.

## Carreira na faculdade
Bradley frequentou a Universidade do Texas em Austin. Bradley achou o programa de basquete da universidade atraente porque ele passou parte de sua infância em Arlington, onde se tornou fã de T.J. Ford.
Em sua única temporada em Texas, Bradley obteve uma média de 11,6 pontos, 2.9 rebotes e 2.1 assistências e se estabeleceu como um dos principais jogadores defensivos do país.
Em abril de 2010, Bradley se declarou para o Draft da NBA de 2010, renunciando aos seus últimos três anos de elegibilidade da faculdade.

## Carreira profissional

### Boston Celtics (2010-2017)

#### Temporada de 2010-11
Bradley foi selecionado pelo Boston Celtics com a 19ª escolha geral no Draft da NBA de 2010. Em 2 de julho de 2010, ele assinou seu contrato de novato com os Celtics. No mesmo dia, ele foi submetido a uma cirurgia bem-sucedida no tornozelo e posteriormente perdeu a Summer League de 2010.
Com apenas 19 anos, Bradley se juntou a um time do Celtics que era um dos melhores da Conferência Leste. Ele não jogou até o décimo quarto jogo da temporada, uma vitória de 23 pontos sobre o Atlanta Hawks, na qual Bradley marcou dois pontos e cometeu dois turnovers.
Em 14 de janeiro de 2011, Bradley foi designado para o Maine Red Claws da D-League e, no mesmo dia, fez seu primeiro jogo pela equipe, jogando 21 minutos e marcando 11 pontos. Após uma lesão na medula espinhal de Marquis Daniels durante um jogo contra o Orlando Magic em 6 de fevereiro de 2011, Bradley foi convocado pelo Boston Celtics em 7 de fevereiro e se juntou à equipe para o jogo contra o Charlotte Bobcats.
No único jogo que foi titular dos Celtics em sua temporada de estreia, ele registrou 20 pontos, três rebotes, duas assistências e dois roubos de bola em 15 minutos. No entanto, ele jogou dez ou mais minutos em apenas dois outros jogos da NBA e não jogou em nenhum dos jogos da pós-temporada.
Em sua primeira temporada, ele jogou em 31 jogos e teve médias de 5.2 minutos, 1.7 pontos, 0.5 rebotes e 0.4 assistências.
Em 30 de junho de 2011, os Celtics exerceram sua opção de renovação no contrato de novato de Bradley, estendendo o contrato até a temporada de 2012–13.

#### Temporada de 2011-12

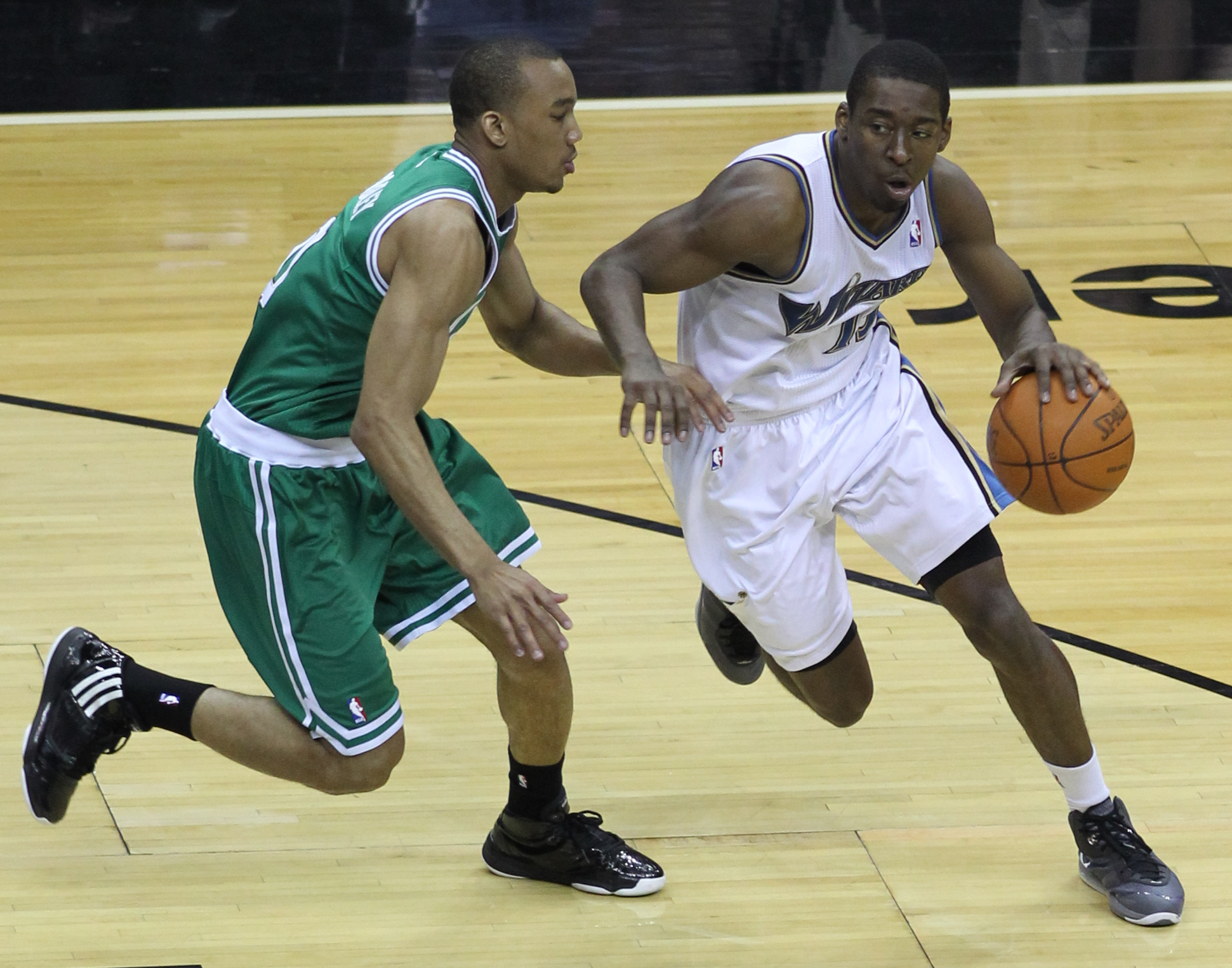
Bradley marcando Jordan Crawford em 2011.

Em outubro de 2011, Bradley assinou com o Hapoel Jerusalem, da Liga Israelense de Basquete, para jogar durante a grave da NBA. Ele jogou três jogos com a equipe e teve médias de 13,7 pontos por jogo.
Durante a temporada de 2011-12, Bradley teve muito mais tempo de jogo e foi promovido ao posto de titular após lesão de Ray Allen. A pontuação de Bradley aumentou significativamente durante a temporada e ele recebeu elogios pela sua defesa, incluindo bloqueios memoráveis em Dwyane Wade e Russell Westbrook, entre outros.
No entanto, Bradley sofreu um ombro deslocado durante os playoffs da NBA de 2012. Esta lesão, que levou a uma cirurgia, foi um revés significativo para os Celtics, que perdeu em sete jogos para o Miami Heat nas finais da conferência.
Nessa temporada, ele jogou em 64 jogos e teve médias de 21.4 minutos, 7.6 pontos, 1.8 rebotes e 1.4 assistências.

#### Temporada de 2012–13

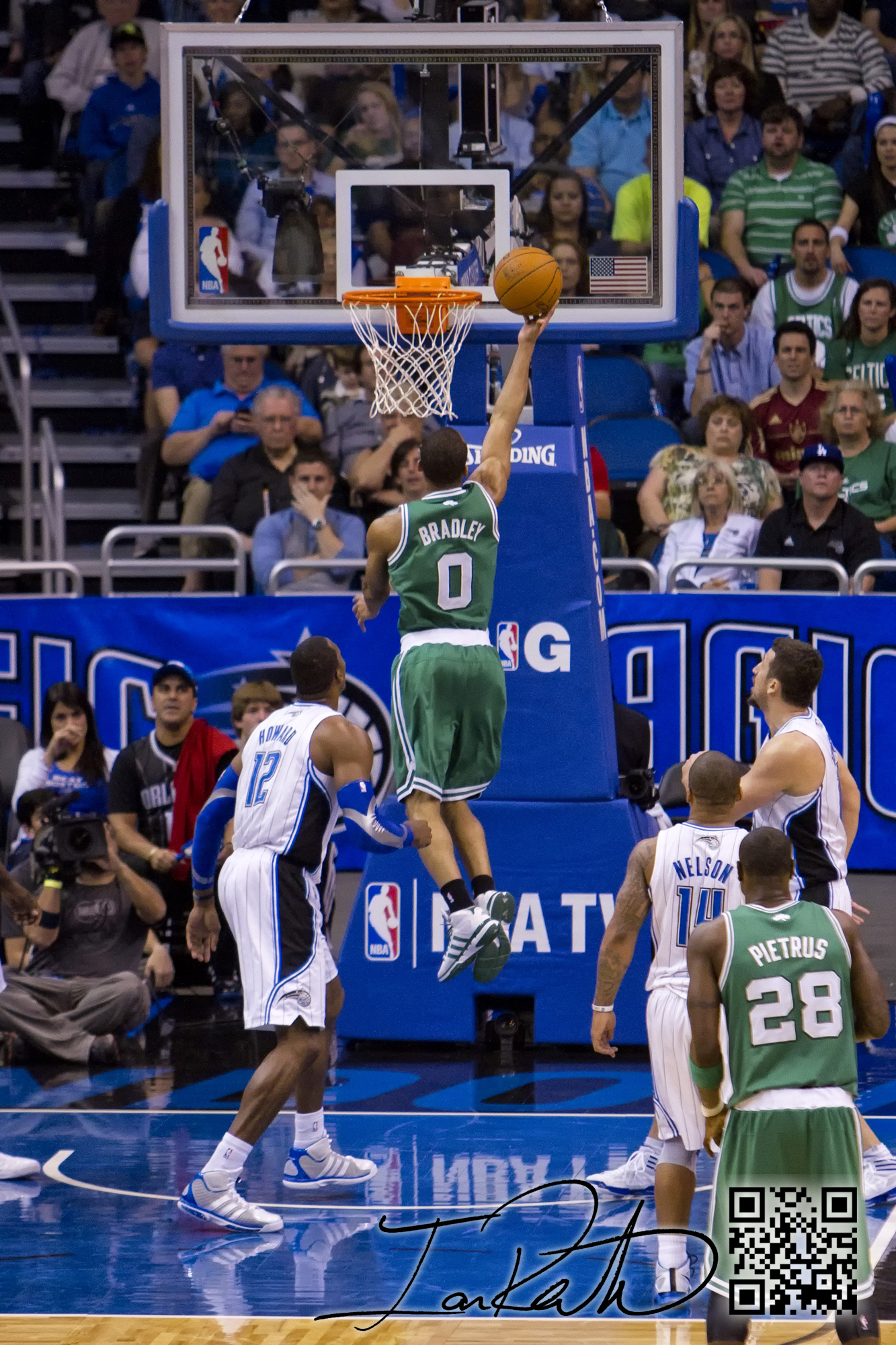
Bradley indo para uma bandeja em 2012

Em 30 de outubro de 2012, os Celtics exerceram sua opção de renovação no contrato de Bradley, estendendo o contrato até a temporada de 2013-14.
Em 2 de janeiro de 2013, Bradley voltou à ação contra o Memphis Grizzlies, recuperando seu lugar como titular e proporcionando um impulso significativo à equipe, evidente por terem vencido seis dos sete primeiros jogos de Bradley.
No entanto, a temporada acabou sendo uma decepção para Bradley e os Celtics. Eles perderam qualquer chance realista de vencer o título quando o armador Rajon Rondo se machucou em 27 de janeiro, deixando-os sem o seu jogador mais dinâmico.
Nessa temporada, ele jogou em 50 jogos e teve médias de 28.7 minutos, 9.2 pontos, 2.2 rebotes e 2.1 assistências.
Os Celtics entraram na offseason com um olhar para o futuro e Bradley uma parte vital de seus planos para se reconstruir.

#### Temporada de 2013-14
Os Celtics encerraram uma era no dia do Draft de 2013, trocando as estrelas Kevin Garnett e Paul Pierce, assim como Jason Terry e D.J. White, para o Brooklyn Nets. Os Celtics também se recusaram a assinar uma prorrogação do contrato de Bradley antes do prazo final de 31 de outubro de 2013, permitindo que ele se tornasse um agente livre restrito em 2014. No entanto, o novo técnico do Celtics, Brad Stevens, confiou em Bradley, que, na ausência do machucou Rondo, foi titular na temporada de 2013-14.
O tempo de Bradley como armador titular durou apenas quatro jogos decepcionantes; ele teve mais turnovers do que assistências e os Celtics perderam os quatro jogos. Em um esforço para mudar a equipe, Stevens nomeou Jordan Crawford como armador e botou Bradley como Ala-armador. A mudança funcionou de maneira brilhante, já que os Celtics imediatamente conseguiu uma sequência de 4 vitórias e Bradley, mais confortável, se estabeleceu muito bem em seu novo papel.
Embora a falta de talento e experiência do Celtics tenha começado a aparecer à medida que a temporada avançava, principalmente com Rondo ainda fora, Bradley era um raro ponto positivo, aumentando sua média de pontuação todos os meses até janeiro. Infelizmente, em 21 de janeiro, apenas no terceiro jogo da temporada em que Rondo estava ativo, Bradley torceu o tornozelo direito e acabou perdendo cinco jogos. Pouco depois de retornar, em 5 de fevereiro, ele torceu o mesmo tornozelo.
Quando saudável, Bradley jogou minutos significativos e jogou efetivamente na reta final da temporada, marcando pelo menos 18 pontos nos últimos cinco jogos da equipe. Em um ano de reconstrução para a equipe, que os viu vencer apenas 25 jogos, Bradley se destacou como um de seus poucos jogadores consistentes, tendo médias de 30.9 minutos, 14.9 pontos, 3.8 rebotes e 1.4 assistências.

#### Temporada de 2014-15
Com Bradley prestes a se tornar um agente livre restrito em julho de 2014, os Celtics precisa de uma oferta qualificada de US $ 3,6 milhões para poder igualar qualquer contrato oferecido por outra equipe, o que eles fizeram em 30 de junho. Em 15 de julho, Bradley renovou com os Celtics para um contrato de quatro anos e US $ 32 milhões.
Embora os Celtics tivessem grandes esperanças de que Bradley e Rajon Rondo liderassem o time, ambos agora saudáveis, logo sofreram um revés quando Rondo quebrou a mão um mês antes da temporada de 2014-15.
Apesar das preocupações, Rondo surpreendeu muitos por estar pronto para a noite de estreia. Bradley marcou dois dígitos em 13 dos primeiros 15 jogos da equipe, incluindo 32 pontos em derrota para o Dallas Mavericks.
Diante de um recorde de 9-14 em 18 de dezembro, o presidente de operações de basquete dos Celtics, Danny Ainge, tomou a difícil decisão de se desfazer de Rondo, trocando-o para o Dallas Mavericks por Brandan Wright, Jae Crowder, Jameer Nelson e duas escolhas de draft.
Sob a tutela de Brad Stevens e com a ajuda da aquisição Isaiah Thomas, os jovens Celtics melhoraram gradualmente. A produção ofensiva de Bradley foi especialmente efetiva em fevereiro, pois ele conseguiu mais de 18 pontos por jogo no mês. Embora uma lesão no ombro o tenha impedido de disputar três jogos entre 6 e 9 de março, ele voltou a marcar 17 pontos contra o Memphis Grizzlies em 11 de março.
Um recorde de 40-42 classificou os Celtics para os playoffs. Na primeira rodada, o eventual campeão da conferência, Cleveland Cavaliers, varreu os Celtics por 4-0. Bradley jogou 40 dos 48 minutos no último jogo da série, mas seus 16 pontos não foram suficientes para superar LeBron James e os Cavaliers. No entanto, a temporada de 2014-15 foi um sucesso surpresa para o Celtics e mais um ano sólido e relativamente saudável para Bradley.
Nessa temporada, ele jogou em 77 jogos e teve médias de 31.5 minutos, 13.9 pontos, 3.1 rebotes e 1.8 assistências.

#### Temporada de 2015-16
Recém-saido de sua primeira aparição nos playoffs na Era Brad Stevens, os Celtics entrou na temporada de 2015–16, ansioso para provar que não havia sido um acaso. Adquirindo os veteranos David Lee e Amir Johnson, a equipe também esperava ver a melhoria contínua de seus jovens jogadores promissores, incluindo Marcus Smart e Jared Sullinger.
Eles começaram o ano devagar, vencendo apenas um dos quatro primeiros jogos. Depois de perder dois jogos com uma lesão na panturrilha, Bradley voltou à ação como sexto homem, depois de ser titular em 224 dos 226 jogos dos Celtics nos quais estava saudável. Ele se destacou em seu novo cargo, melhorando sua pontuação, eficiência e classificação defensiva. Bradley logo retornou à equipe titular em 22 de novembro e se mostrou altamente capaz de desempenhar qualquer função, gerenciando imediatamente dois jogos seguidos com pelo menos 25 pontos e 13 seguidos com pelo menos 10 pontos.
Bradley perdeu três jogos no início de janeiro com uma lesão no quadril e, ao retornar, os Celtics emergiram como uma das principais equipes da Conferência Leste. Bradley contribuiu com uma série de performances memoráveis. Em 27 de janeiro, ele marcou 21 de seus 27 pontos na primeira metade da vitória por 111-103 sobre o Denver Nuggets. Em 29 de fevereiro, ele bloqueou um arremesso de Gordon Hayward com 23 segundos restantes no jogo para dar uma vitória aos Celtics sobre o Utah Jazz. Na temporada, Bradley foi o segundo maior pontuador de sua equipe, atrás apenas de Isaiah Thomas.
Com um recorde de 48-34, os Celtics terminou a temporada regular foi a quinta melhor campanha com base nas regras do desempate. Bradley sofreu uma lesão no tendão direito no Jogo 1 contra o Atlanta Hawks. A lesão acabou sendo grave o suficiente para afastar Bradley pelo resto da série, o que acabou sendo um golpe incapacitante para os Celtics. Eles foram consideravelmente superados pelos Hawks em sua ausência e perderam a série em seis jogos. No entanto, a sexta temporada de Bradley na NBA foi um sucesso individual quanto de equipe, ele teve médias de 33.4 minutos, 15.2 pontos, 2.9 rebotes e 2.1 assistências e foi incluído na Primeira Equipe Defensiva da NBA.

#### Temporada de 2016-17
Bradley e os Celtics continuaram melhorando na temporada de 2016-17. Começando com uma performance de 17 pontos na noite de abertura, Bradley teve sua temporada ofensiva mais eficaz, embora as lesões o limitassem a apenas 55 jogos. Sendo titular em todos os jogos que disputou, Bradley foi notavelmente consistente, marcando dois dígitos em 50 de suas 55 jogos da temporada regular. Infelizmente, Bradley sofreu várias lesões, principalmente uma lesão no Tendão de Aquiles direita, que lhe custou 22 dos 23 jogos durante um trecho em janeiro e fevereiro.
Nessa temporada, ele jogou em 55 jogos e teve médias de 33.4 minutos, 16.3 pontos, 6.1 rebotes e 2.2 assistências.
A temporada foi um sucesso para os Celtics, com 53 vitórias, o que lhes rendeu a primeira colocação na Conferência Leste. Eles venceram o Chicago Bulls e o Washington Wizards nas primeiras rodadas nos playoffs, mas perderam para o Cleveland Cavaliers na final da Conferência Leste.
Em 7 temporadas em Boston, ele jogou em 413 jogos e teve médias de 28.1 minutos, 12.1 pontos, 3.1 rebotes e 1.7 assistências. Ele terminou sua carreira nos Celtics, como o 5° maior em cestas de 3 pontos com 520.

### Detroit Pistons (2017–2018)
Em 7 de julho de 2017, em uma tentativa de liberar espaço suficiente para contratar o agente livre Gordon Hayward, bem como uma tentativa de aumentar o tamanho de seus defensores de perímetro, os Celtics trocaram Bradley e uma escolha de segunda rodada do Draft de 2019 para o Detroit Pistons em troca de Marcus Morris.
Em sua estreia pelos Pistons na estreia da temporada em 18 de outubro de 2017, ele marcou 15 pontos em uma vitória por 102-90 sobre o Charlotte Hornets. Em 15 de novembro de 2017, ele marcou 28 pontos em uma derrota de 99-95 para o Milwaukee Bucks. Bradley perdeu sete jogos com uma lesão na virilha no quadril entre o final de dezembro e o início de janeiro.

### Los Angeles Clippers (2018–2019)
Em 29 de janeiro de 2018, Bradley, juntamente com Tobias Harris, Boban Marjanović e escolhas de Draft, foram negociados para o Los Angeles Clippers em troca de Blake Griffin, Willie Reed e Brice Johnson. Em 13 de março de 2018, ele foi submetido a uma cirurgia bem-sucedida para reparar os músculos adutor e reto abdominal. Posteriormente, ele foi descartado por seis a oito semanas.
Em 9 de julho de 2018, Bradley assinou novamente com os Clippers.

### Memphis Grizzlies (2019)
Em 7 de fevereiro de 2019, Bradley foi negociado com o Memphis Grizzlies em troca de JaMychal Green e Garrett Temple. Em 12 de fevereiro, Bradley liderou Memphis com 33 pontos em uma derrota por 108-107 para o San Antonio Spurs.
Em 6 de julho de 2019, Bradley foi dispensado pelos Grizzlies.

### Los Angeles Lakers (2019 – 2020)
Em 8 de julho de 2019, Bradley assinou com o Los Angeles Lakers.

### Miami Heat (2020-presente)
No dia 21 de novembro de 2020, o Miami Heat anunciou sua contratação por dois anos.

## Perfil do jogador
Embora ele tenha uma constituição mais típica de um armador, Bradley joga como Ala-armador. Compensando sua falta de tamanho com rapidez, força e tenacidade, Bradley se destaca na defesa. Os adversários Damian Lillard e C.J. McCollum o chamaram de melhor defensor de perímetro da NBA.
Bradley tornou-se um jogador ofensivo cada vez mais valioso, especialmente como um atirador confiável de três pontos. O intenso e frenético estilo de jogo defensivo de Bradley é provavelmente seu bem mais valioso, também pode ser parcialmente culpado pela série de lesões que ele sofreu em sua carreira. No entanto, seus ferimentos mais graves, que exigiram três cirurgias aos 23 anos, ocorreram no início de sua carreira.
Devido à sua defesa e aprimoramento ofensivo, Bradley se tornou um membro cada vez mais importante dos Celtics e seus minutos jogados por jogo aumentaram constantemente ao longo do tempo com a equipe: de apenas 5,2 para 33,4.

## Vida pessoal
Bradley tem um filho, Avery Bradley III, nascido apenas duas semanas após a morte da sua mãe em setembro de 2013. Ele começou a hospedar um acampamento de basquete, a Academia de Habilidades Avery Bradley, para crianças da região de Boston no verão de 2014.

## Estatísticas da NBA
| † | Campeão da NBA |

### Temporada regular
| Ano      | Equipe        | PJ  | PT  | MPJ  | AP   | 3P   | LL    | RT  | AS  | BR  | TO  | PPJ  |
| -------- | ------------- | --- | --- | ---- | ---- | ---- | ----- | --- | --- | --- | --- | ---- |
| 2010–11  | Boston        | 31  | 0   | 5.2  | .343 | .000 | .500  | .5  | .4  | .3  | .0  | 1.7  |
| 2011–12  | Boston        | 64  | 28  | 21.4 | .498 | .407 | .795  | 1.8 | 1.4 | .7  | .2  | 7.6  |
| 2012–13  | Boston        | 50  | 50  | 28.7 | .402 | .317 | .755  | 2.2 | 2.1 | 1.3 | .4  | 9.2  |
| 2013–14  | Boston        | 60  | 58  | 30.9 | .438 | .395 | .804  | 3.8 | 1.4 | 1.1 | .2  | 14.9 |
| 2014–15  | Boston        | 77  | 77  | 31.5 | .429 | .352 | .790  | 3.1 | 1.8 | 1.1 | .2  | 13.9 |
| 2015–16  | Boston        | 76  | 72  | 33.4 | .447 | .361 | .780  | 2.9 | 2.1 | 1.5 | .3  | 15.2 |
| 2016–17  | Boston        | 55  | 55  | 33.4 | .463 | .390 | .731  | 6.1 | 2.2 | 1.2 | .2  | 16.3 |
| 2017–18  | Detroit       | 40  | 40  | 31.7 | .409 | .381 | .763  | 2.4 | 2.1 | 1.2 | .2  | 15.0 |
| 2017–18  | L.A. Clippers | 6   | 6   | 27.5 | .473 | .111 | 1.000 | 3.7 | 1.8 | .8  | .2  | 9.2  |
| 2018–19  | L.A. Clippers | 49  | 49  | 29.9 | .383 | .337 | .800  | 2.7 | 2.0 | .6  | .3  | 8.2  |
| 2018–19  | Memphis       | 14  | 14  | 31.6 | .463 | .384 | .920  | 3.1 | 4.0 | 1.0 | .0  | 16.1 |
| 2019–20  | L.A. Lakers † | 49  | 44  | 24.2 | .444 | .364 | .833  | 2.3 | 1.3 | .9  | .1  | 8.6  |
| 2020–21  | Miami         | 10  | 1   | 21.1 | .470 | .421 | .778  | 1.8 | 1.4 | .7  | .1  | 8.5  |
| 2020–21  | Houston       | 17  | 5   | 23.0 | .314 | .270 | .833  | 2.3 | 1.9 | .8  | .1  | 5.2  |
| 2021–22  | L.A. Lakers   | 62  | 45  | 22.7 | .423 | .390 | .889  | 2.2 | .8  | .9  | .1  | 6.4  |
| Carreira | Carreira      | 660 | 544 | 27.5 | .434 | .365 | .783  | 2.8 | 1.7 | 1.0 | 0.2 | 11.0 |

### Playoffs
| Ano      | Equipe   | PJ | PT | MPJ  | AP   | 3P   | LL    | RT  | AS  | BR  | TO  | PPJ  |
| -------- | -------- | -- | -- | ---- | ---- | ---- | ----- | --- | --- | --- | --- | ---- |
| 2012     | Boston   | 10 | 10 | 24.8 | .368 | .227 | .667  | 2.0 | .8  | .8  | .6  | 6.7  |
| 2013     | Boston   | 6  | 6  | 31.8 | .405 | .250 | 1.000 | 2.2 | 1.3 | 1.8 | .2  | 6.7  |
| 2015     | Boston   | 4  | 4  | 33.3 | .380 | .263 | .857  | 3.8 | .8  | .8  | .0  | 12.3 |
| 2016     | Boston   | 1  | 1  | 33.0 | .438 | .143 | 1.000 | 3.0 | 1.0 | 1.0 | 1.0 | 18.0 |
| 2017     | Boston   | 18 | 18 | 35.8 | .441 | .351 | .778  | 3.9 | 2.3 | 1.3 | .2  | 16.7 |
| Carreira | Carreira | 39 | 39 | 32.1 | .420 | .312 | .780  | 3.1 | 1.6 | 1.2 | 0.3 | 12.2 |

Fonte:

## Prêmios e Homenagens
- National Basketball Association:
  - 1x Campeão da NBA: 2020